# Юйсянь (Чжанцзякоу)
Юйся́нь (кит. упр. 蔚县, пиньинь Yù xiàn) — уезд городского округа Чжанцзякоу провинции Хэбэй (КНР).

## История
При империи Северная Чжоу в 579 году была создана область Юйчжоу (蔚州), которая впоследствии то ликвидировалась, то воссоздавалась вновь.
При империи Цин в 1693 году был создан уезд Юйсянь. В 1757 году структуры уезда были расформированы, а территория перешла под непосредственное управление областных структур.
После Синьхайской революции в Китае была проведена реформа структуры административного деления, в ходе которой области были упразднены, а на территории, ранее непосредственно подчинявшейся области Юйчжоу, был вновь создан уезд Юйсянь, вошедший в состав Специального административного района Чахар (察哈尔特别区), который в 1928 году был выделен в отдельную провинцию Чахар.
Когда в 1937 году началась японо-китайская война и эти земли были захвачены японцами, то 4 сентября ими было создано марионеточное Автономное правительство Южного Чахара, и эти земли перешли под его юрисдикцию. 22 ноября 1937 года Автономное правительство Объединённых монгольских аймаков, Автономное правительство Южного Чахара и Автономное правительство Северного Цзинь образовали Объединённый комитет Мэнцзяна. 1 сентября 1939 года Автономное правительство Объединённых монгольских аймаков, Автономное правительство Южного Чахара и Автономное правительство Северного Цзинь объединились в Объединённое автономное правительство Мэнцзяна, разместившееся в Калгане (в составе Мэнцзяна структура Автономного правительства Южного Чахара была преобразована в Южночахарский комиссариат, а в 1943 году Южночахарский комиссариат был преобразован в провинцию Сюаньхуа). В 1945 году Мэнцзян и Япония были разгромлены советскими и монгольскими войсками, и эти земли вернулись в состав Китайской Республики, где в 1946—1949 годах развернулась гражданская война, завершившаяся победой коммунистов.
В 1949 году был создан Южночахарский специальный район (察南专区), и уезд вошёл в его состав. В 1952 году провинция Чахар и Южночахарский специальный район были расформированы, и уезд перешёл в состав Специального района Чжанцзякоу (张家口专区) провинции Хэбэй. В мае 1958 года Специальный район Чжанцзякоу был расформирован, и эти земли были подчинены непосредственно администрации города Чжанцзякоу, но в мае 1961 года Специальный район Чжанцзякоу был воссоздан в прежнем формате. В декабре 1967 года Специальный район Чжанцзякоу был переименован в Округ Чжанцзякоу (张家口地区).
1 июля 1993 года город Чжанцзякоу и округ Чжанцзякоу были объединены в Городской округ Чжанцзякоу.

## Административное деление
Уезд делится на 11 посёлков и 11 волостей.